# Hnojník
Hnojník là một làng thuộc huyện Frýdek-Místek, vùng Moravskoslezský, Cộng hòa Séc.